# Guilherme Piva
Guilherme Piva (Caxias do Sul, 29 de setembro de 1967) é um ator, autor e diretor teatral brasileiro.

## Atuação na televisão
| Ano  | Título                    | Personagem                               | Nota                                     |
| ---- | ------------------------- | ---------------------------------------- | ---------------------------------------- |
| 2023 | Negociador                | Bismarck                                 |                                          |
| 2023 | Amor Perfeito             | Bem-Te-Vi                                |                                          |
| 2021 | Nos Tempos do Imperador   | Licurgo Ferreira                         | Episódios: "09 de agosto–18 de setembro" |
| 2018 | Além da Ilha              | Tobias                                   |                                          |
| 2017 | Novo Mundo                | Licurgo Ferreira                         |                                          |
| 2014 | Malhação Sonhos           | Edgar de Monmart (Ed) / Edgard Sebastião |                                          |
| 2014 | Por Isso Eu Sou Vingativa | Caio                                     | Episódio: 11                             |
| 2012 | Lado a Lado               | Heráclito Praxedes (Delegado Praxedes)   |                                          |
| 2011 | Insensato Coração         | Gabino Damasceno                         |                                          |
| 2009 | Malhação                  | Guaraná                                  |                                          |
| 2008 | Três Irmãs                | Glauco Campo Santo                       |                                          |
| 2008 | Faça Sua História         | Passageiro                               | Episódio: "Caramuru"                     |
| 2007 | Sete Pecados              | Joílson                                  |                                          |
| 2007 | Paraíso Tropical          | Ismael                                   |                                          |
| 2006 | Linha Direta              | Tito de Alencar Lima                     | Episódio: "Frei Tito"                    |
| 2006 | Linha Direta              | Armando César dos Reis                   | Episódio: O Castelinho da Rua Apa        |
| 2006 | Pé na Jaca                | Agronildo Ferreira Sales (Nirdo)         |                                          |
| 2006 | Sob Nova Direção          | Dirceu                                   | Episódio: "Um Homem Pra Chamar Dirceu"   |
| 2005 | Bang Bang                 | Smith/Ricky/Geraldo                      |                                          |
| 2005 | A Grande Família          | Djalma                                   | Episódio: Meu Reino por um Shopping      |
| 2004 | Começar de Novo           | Márcio Estrela (Dr. Estrela)             |                                          |
| 2003 | Chocolate com Pimenta     | Dr. Paulo Bentes                         |                                          |
| 2002 | O Beijo do Vampiro        | Rodolfo Roberto (Monstro do Espelho)     |                                          |
| 2001 | Porto dos Milagres        | Alfeu da Silva                           |                                          |
| 2000 | Esplendor                 | Neves                                    |                                          |
| 1999 | Chiquinha Gonzaga         | Carlos                                   |                                          |
| 1997 | Mandacaru                 | Domingos (Frei Dodô)                     |                                          |
| 1996 | Xica da Silva             | José Maria (Zé Mulher)                   |                                          |
| 1995 | Malhação                  | Merreca                                  |                                          |
| 1989 | O Sexo dos Anjos          | Repórter                                 |                                          |

## Atuação no cinema
- 1988 - Mistérios no Colégio Brasil
- 1991 - Os Moradores da Rua Humbolt(curta)
- 1994 - Conceição (curta)
- 2001 - Madame Satã
- 2003 - Por trás do Espelho(curta)
- 2003 - 225g(curta)
- 2003 - No Bar(curta)
- 2006 - Por Acaso(curta)
- 2008 - O Inventor de Sonhos
- 2011 - Paraíso, aqui vou eu
- 2015 -  Malhação sonhos
- 2019 - Kardec (Como "Didier")

## Prêmios e indicações
| Ano  | Prêmio                    | Categoria                                              | Nomeações          | Resultado |
| ---- | ------------------------- | ------------------------------------------------------ | ------------------ | --------- |
| 1995 | Prêmio Mambembe           | Melhor Ator Coadjuvante em Peça Infantil               | Maria Minhoca      | Venceu    |
| 2001 | Prêmio Qualidade Brasil   | Televisão: Melhor Ator Revelação - SP                  | Porto dos Milagres | Venceu    |
| 2001 | Prêmio Qualidade Brasil   | Televisão: Melhor Ator Revelação - RJ                  | Porto dos Milagres | Indicado  |
| 2017 | Melhores do Ano           | Melhor Ator Coadjuvante                                | Novo Mundo         | Indicado  |
| 2017 | Troféu Vídeo Show         | "Risada mais Bizarra" (com Vivianne Pasmanter)         | Novo Mundo         | Venceu    |
| 2017 | Troféu Vídeo Show         | "Personagem mais Cara de Pau" (com Vivianne Pasmanter) | Novo Mundo         | Venceu    |
| 2017 | Troféu Vídeo Show         | "A Maior Lambança Culinária" (com Vivianne Pasmanter)  | Novo Mundo         | Venceu    |
| 2018 | Prêmio Extra de Televisão | Melhor Ator Coadjuvante                                | Novo Mundo         | Indicado  |